# رستاخیز جسم
رستاخیز جسم (ἀνάστασις [τῶν] νεκρῶν) اعتقاد به «رستاخیز مردگان» یا «رستاخیز از مردگان» است (زبان یونانی کوینه: ἀνάστασις [τῶν] νεκρῶν، anastasis [ton] nekron به معنای واقعی کلمه: «ایستادن دوباره از مردگان») که به وسیله آن اکثر یا همه افرادی که مرده‌اند رستاخیز (به زندگی بازگردانده می‌شوند). اشکال مختلف این مفهوم را می‌توان در  فرجام‌شناسی مسیحی، فرجام‌شناسی اسلامی، فرجام‌شناسی مذهبی، سامری‌گرایی و فرجام‌شناسی فرشگرد (زرتشتی) یافت.